# Pretty Woman
Cet article concerne le film de Garry Marshall. Pour la chanson de Roy Orbison, voir Oh, Pretty Woman. Pour l'adaptation en comédie musicale, voir Pretty Woman (comédie musicale).
Pour plus de détails, voir Fiche technique et Distribution.
Pretty Woman ou Une jolie femme au Québec est un film américain réalisé par Garry Marshall, sorti en 1990.
Bien que le film ait essuyé de vives critiques lors de sa sortie en salles, cette comédie romantique a depuis acquis le rang de film culte et a été le point de départ de l’ascension de Julia Roberts au statut de star à Hollywood. Ce film, où elle partage l'affiche avec Richard Gere, est d'ailleurs son plus grand succès au box office.

## Synopsis
Edward Lewis, un richissime homme d'affaires, est un raider d'entreprise qui rachète des sociétés en difficulté pour les démanteler et les revendre pièce par pièce. Solitaire, distant et antipathique, il est de passage à Los Angeles pour finaliser une importante acquisition.
Sur un coup de tête, Edward décide de quitter une soirée chic se déroulant à Hollywood Hills où il s'ennuie à mourir ; empruntant la voiture de sport de son juriste, Phil Stuckey, il part sur les chapeaux de roue en direction de l'hôtel où il a pris pension, le luxueux Regent Beverly Wilshire. Mais, peu au fait de la conduite de ce genre de véhicule, Edward se perd et finit par s'arrêter avec difficulté le long d'un trottoir sur Hollywood Boulevard. Il demande alors son chemin à l'une des prostituées qui se trouve là, une jeune femme nommée Vivian. Devant la maladresse évidente de Lewis avec son véhicule, Vivian lui propose (contre rémunération) son aide pour le reconduire à l'hôtel, la jeune femme en profitant pour tester le bolide sur la route et donner à Edward des conseils quant à sa conduite.
Une fois arrivés à la luxueuse suite du palace d'Edward, les deux passent la nuit ensemble. Le lendemain, Edward propose à Vivian de l'engager comme escort girl pendant une semaine, le temps de son séjour en ville, où elle devra jouer le rôle de sa petite amie. Après avoir négocié avec lui sa rémunération pour son séjour durant la semaine, Vivian accepte le marché.
Lewis donne alors de l'argent à Vivian pour qu'elle s'habille de manière plus conventionnelle. Mais la jeune femme, à cause de sa tenue de prostituée, se fait refouler par les vendeuses d'une boutique de vêtements le luxe sur Rodeo Drive, celles-ci refusant de la servir. Peu après, lorsqu'elle se confie au directeur de l’hôtel (qui, au départ, essaye de la faire déguerpir, ne sachant pas que Vivian est l’invitée de Lewis), celui-ci lui vient en aide, après toutefois s’être assuré qu’elle disparaîtra sitôt qu'Edward quittera l’hôtel. Peu après, Lewis emmène Vivian dans une boutique de luxe et dépense sans compter pour la rhabiller, au contentement visible du propriétaire de la boutique qui fera tout pour les satisfaire.
Au fil de la semaine, Edward commence à voir Vivian sous un nouveau jour et tombe sous le charme. Il finit par se confier à elle, lui révélant sa vie professionnelle et personnelle, notamment sa peur des hauteurs et sa relation éloignée avec son défunt père, Carter. Les deux tombent amoureux.
Un soir, Edward emmène Vivian par surprise en jet privé au San Francisco Opera pour assister à La traviata, un opéra qui raconte l'histoire d'une prostituée qui tombe amoureuse d'un homme riche. Au cours du spectacle, Vivian, touchée par ce qu'elle voit, est émue. De retour à l’hôtel, elle enfreint sa règle de ne pas embrasser Edward avant d'avoir des relations sexuelles avec lui. Croyant qu'il s'est endormi, Vivian lui dit qu'elle l'aime.
Alors que la semaine touche à sa fin, Edward propose à Vivian de lui offrir un appartement et une allocation financière, en lui promettant de lui rendre visite régulièrement. Cependant, Vivian est offensée car elle a l'impression qu'il la traite toujours comme une prostituée. Elle partage aussi avec lui son fantasme d'enfance, où elle est sauvée par un chevalier monté sur un destrier blanc.
En fin de compte, Edward, opérant un changement d'état d'esprit, choisit de ne pas dépecer la société de construction navale qu'il vient d'acquérir, mais au contraire de la consolider pour protéger ses employés du licenciement. Dans le même temps, il se sépare brutalement de Phil Stuckey, son conseiller juridique, à la suite de sa tentative de viol et sa violence envers Vivian.
Après avoir conclu ses affaires à L.A., Edward demande à Vivian de rester avec lui une nuit de plus, mais seulement si elle le souhaite et pas parce qu'il la paiera. Mais celle-ci, à cause de l'affaire avec l'avocat (qui lui a rappelé avec amertume sa condition de prostituée) et à cause de ses disputes avec Edward pendant la semaine, refuse et s'en va, malgré leur attirance réciproque. Déçu et résigné, Edward reprend le cours de sa vie.
Alors qu'Edward est conduit à l'aéroport — après que le directeur de l'hôtel l'a informé discrètement qu'il a fait ramener Vivian chez elle —, il change d'avis et demande au chauffeur de sa limousine de passer à proximité de l'immeuble de Vivian. Il achète ensuite un bouquet de fleurs et se rend chez elle pour tenter de se réconcilier. Peu après, Edward sort par le toit ouvrant de sa limousine blanche, appelle Vivian à voix haute et, quand il l'aperçoit, vient la « délivrer » tel le prince charmant, suivant le rêve d'enfant que lui avait raconté Vivian. Alors que celle-ci l’attend en haut de l'immeuble, Edward monte maladroitement l'escalier de secours pour aller à sa rencontre — surmontant alors sa peur des hauteurs — et les deux s'embrassent.

## Fiche technique
Sauf indication contraire, les informations mentionnées dans cette section peuvent être confirmées par les bases de données cinématographiques IMDb et Allociné,  présentes dans la section « Liens externes ».
- Titre original et français : Pretty Woman
- Titre québécois : Une jolie femme[2]
- Réalisateur : Garry Marshall
- Scénario : Jonathan Frederick Lawton (en)
- Musique : James Newton Howard ; Giuseppe Verdi (La Traviata), Antonio Vivaldi (Les Quatre Saisons), divers artistes (voir le chapitre bande originale)[réf. souhaitée]
- Direction artistique : David M. Haber
- Décors : Albert Brenner
- Costumes : Marilyn Vance
- Photographie : Charles Minsky
- Son : Michael Hilkene, David J. Hudson, Mel Metcalfe, Terry Porter
- Montage : Raja Gosnell et Priscilla Nedd-Friendly
- Production : Arnon Milchan et Steven Reuther
  - Production déléguée : Laura Ziskin[3]
  - Production associée : Walter von Huene
  - Coproduction : Gary W. Goldstein
- Sociétés de production : Touchstone Pictures, en association avec Silver Screen Partners IV
- Sociétés de distribution : Buena Vista Pictures Distribution (États-Unis) ; Warner Bros. (France)
- Budget : 14 millions de $[4] ; 20 millions de $[5]
- Pays de production :  États-Unis
- Langue originale : anglais
- Format : couleur (Technicolor) — 35 mm — 1,85:1 (Panavision) — son Dolby stéréo
- Genre : comédie romantique
- Durée : 119 minutes ; 125 minutes (Director's cut - États-Unis)
- Dates de sortie[6] :
  - États-Unis, Québec : 23 mars 1990[2]
  - France : 28 novembre 1990[7]
- Classification :
  - États-Unis : les enfants de moins de 17 ans doivent être accompagnés d'un adulte (R – Restricted)[N 1]
  - France : tous publics[8]
  - Québec : tous publics (G - General Rating)[2]

## Distribution
- Richard Gere (VF : Richard Darbois et VQ : Hubert Gagnon) : Edward Lewis[9]
- Julia Roberts (VF : Céline Monsarrat et VQ : Claudie Verdant) : Vivian « Viv » Ward[10]
- Ralph Bellamy (VF : Jean Michaud) : James « Jim » Morse, le fondateur de la société navale rachetée par Edward[11]
- Jason Alexander (VF : Philippe Peythieu et VQ : Vincent Davy) : Philip « Phil » Stuckey, l'avocat d'Edward[12]
- Héctor Elizondo (VF : Jean-Pierre Leroux) : Barney Thompson, le directeur de l'hôtel
- Laura San Giacomo (VF : Véronique Alycia et VQ : Johanne Léveillé) : Kit De Luca, la collègue et amie de Vivian
- Alex Hyde-White (VF : Georges Caudron) : David Morse, le petit-fils de Jim Morse
- Amy Yasbeck (VF : Martine Meiraghe et VQ : Élise Bertrand) : Elizabeth Stuckey, l'épouse de Phil
- Larry Miller (VF : Patrick Osmond et VQ : Mario Desmarais) : M. Hollister, le patron de la boutique de vêtements où Vivian fait ses emplettes et essaye plusieurs tenues
- Elinor Donahue (VF : Danielle Dinant et VQ : Johanne Rodrigue) : Bridget, la responsable de la boutique de l’hôtel
- Patrick Richwood[13] : Dennis, le groom de l'hôtel qui s'occupe de l'ascenseur la nuit
- James Patrick Stuart : le groom en journée
- Dey Young : la patronne snob de la boutique de vêtements qui refuse de servir Vivian
- Judith Baldwin (en) (VF : Martine Meiraghe) : Susan
- Jason Randal[14] : le magicien
- Bill Applebaum[15] : Howard
- Billy Gallo[16] (VF : Diego Ascensio) : Carlos
- Hank Azaria : l'inspecteur de police (au début de film) qui enquête sur le meurtre d'une prostituée
- Frank Campanella : « Pops », le barman du bar The Blue Banana

Voix additionnelles : Gilbert Lévy, Pierre Laurent et Guy Chapellier

## Production

### Scénario
L'histoire initiale, écrite par J. F. Lawton (en), reposait sur une trame similaire mais son scénario était plus sombre que celui qui fut réalisé. Lawton avait écrit un drame, qui confrontait l'Amérique à la rapacité des financiers (Wall Street vient alors de sortir), et non une comédie romantique. Ce scénario, intitulé « 3 000 » (prix offert par Edward pour passer la semaine avec Vivian), voyait en effet l'histoire se conclure de manière pessimiste : les deux protagonistes se séparaient, et Kit et Vivian partaient dépenser le magot à Disneyland.
Bien que ce scénario plaise (il a d'ailleurs reçu le soutien du Sundance Institute), il ne convainc pas, notamment à cause de sa sombre fin. Il faut dès lors attendre le rachat des droits par Disney (auprès de Vestron Pictures (en)) et l'arrivée du réalisateur Garry Marshall pour voir s'esquisser un nouveau film.
Bien que Lawton en restât officiellement le véritable auteur, le rôle de Garry Marshall fut non négligeable. D'après Lawton, c'est en effet surtout grâce au réalisateur que le film est devenu le conte de fées moderne que l'on connaît. Les deux hommes s'accordent également pour affirmer que la complicité des deux principaux acteurs a fortement joué sur le déroulement de l'histoire.
Le scénario est ensuite passé entre de nombreuses mains. Il a connu de nombreuses versions, mais demeure avant tout un véritable travail collectif d'après Lawton. La productrice exécutive, Laura Ziskin, affirme cependant qu'elle a contribué à la fin heureuse du film, et qu'elle est également à l'origine de la morale finale : « Et elle le sauve à son tour ».

### Attribution des rôles
À l'instar de beaucoup de films, la distribution des rôles fut mouvementée. Ainsi, les acteurs choisis à l'origine ont pour la plupart refusé d'accorder leur crédit à ce film et donc d'en faire partie. En effet, Garry Marshall n'avait à l'époque pas encore réalisé de gros succès cinématographiques. Par exemple, le rôle d'Edward Lewis avait d'abord été proposé à Al Pacino qui le refusa,.
Richard Gere avait aussi refusé le rôle une première fois. Après le refus d'autres acteurs, Garry Marshall et Julia Roberts ont réussi à convaincre l'acteur de se joindre au film. Julia Roberts était quant à elle peu connue à l'époque, et ne faisait pas partie des personnes retenues à l'issue du casting. Son rôle avait été proposé à Michelle Pfeiffer, Meg Ryan, Sarah Jessica Parker, Sandra Bullock, Valeria Golino, Daryl Hannah ou encore Brooke Shields, qui toutes refusèrent, redoutant sa nocivité pour leur carrière par la suite.
Par ailleurs, il s'agit du dernier film de l'acteur Ralph Bellamy (mort en 1991), et le premier rôle au cinéma d'Hank Azaria (déjà connu comme une des voix multiples de la série Les Simpson).

### Tournage
Edward emmène Vivian à l'hôtel Beverly Wilshire (nommé « Regent Beverly Wilshire » dans le film) sur Wilshire Boulevard. Si dans le film la façade est réelle, l'intérieur est un décor. On peut cependant apercevoir le véritable intérieur de l'hôtel dans le film Le Flic de Beverly Hills.
La scène de l'escapade à San Francisco est une mise en abyme. En effet, Vivian et Edward assistent à La traviata, opéra de Verdi (où l'on entend notamment les extraits Amami et Alfredo). Il s'agit d'un clin d’œil, puisque Violetta, l'héroïne de cet opéra, est une courtisane, autrement dit une femme de petite vertu. Contrairement à Vivian et Edward, les héros de La traviata sont forcés de se séparer sous la pression des conventions sociales, à la différence d'Edward qui lui y résiste.

### Musique
La bande originale du film est constituée de plusieurs chansons interprétées par différents artistes.
1. Wild Women Do par Natalie Cole - 4:06
2. Fame '90 par David Bowie - 3:36
3. King of Wishful Thinking (en) par Go West - 4:00
4. Tangled par Jane Wiedlin - 4:18
5. It Must Have Been Love par Roxette -	4:17
6. Life in Detail par Robert Palmer - 4:07
7. No Explanation par Peter Cetera - 4:19
8. Real Wild Child (Wild One) (en) par Christopher Otcasek (en) - 3:39
9. Fallen par Lauren Wood (en) - 3:59
10. Oh, Pretty Woman par Roy Orbison - 2:55
11. Show Me Your Soul par Red Hot Chili Peppers - 4:20

## Accueil

### Accueil critique
Pretty Woman a reçu un accueil critique mitigé à positif. Sur le site agrégateur de critiques Rotten Tomatoes, le film est crédité d'un score de 62 % d'avis positifs, sur la base de 66 critiques collectées et une note moyenne de 5.8/10 ; le consensus du site indique : « Pretty Woman est peut-être un fantasme yuppie, mais cette comédie lisse, sa bande-son et son casting peuvent surmonter les doutes ». Sur Metacritic, le film obtient une note moyenne pondérée sur 51 sur 100, sur la base de 18 critiques collectées ; le consensus du site indique : « Avis mitigés ou moyens ».
Le film a essuyé de vives critiques à sa sortie en salles, notamment dans les milieux féministes pour sa représentation de la femme jugée machiste et stéréotypée : entre la vulgaire prostituée et la luxueuse potiche, critique que met notamment en exergue l'auteur et réalisatrice australienne Julia Leigh qui y voit une incitation ouverte à la prostitution.
Cependant, cette comédie romantique a acquis depuis le rang de film culte et a été le point de départ de l’ascension de Julia Roberts au statut de star de Hollywood,. Une des scènes du film notamment, dans laquelle Julia Roberts fait du shopping sur Rodeo Drive, la rue commerçante de Beverly Hills connue pour ses boutiques de luxe, et essaye plusieurs tenues sur la chanson de Roy Orbison, Oh, Pretty Woman, a été plusieurs fois parodiée au cinéma, notamment dans les films La Cité de la peur (1994) Dumb et Dumber (1994) ou Warm Bodies (2013).

### Box-office
Les recettes mondiales du film sont d'environ 463,4 millions de dollars (pour un budget de 14 millions). Il s'agit à ce jour du plus gros succès de la carrière de Julia Roberts.
- Nombre d'entrées en France : 4 030 683
- Recettes aux États-Unis : 178 406 268 $ (42 millions d'entrées comptabilisées[31])
- Recettes dans le monde : 463 406 268 $

## Distinctions

### Récompense1990
- Goldene Leinwan : écran d'or[N 2]

### Récompenses1991
- BMI Film and TV Awards :
  - Prix BMI de la meilleure musique de film pour James Newton Howard
  - Chanson la plus interprétée d'un film pour Per Gessle (pour la chanson It Must Have Been Love)
- Golden Globes : Golden Globe de la meilleure actrice dans un film musical ou une comédie pour Julia Roberts
- Goldene Leinwan : écran d'or avec 1 étoile[N 3]
- Jupiter Awards : meilleure actrice internationale pour Julia Roberts
- Kids' Choice Awards : Blimp Award de l'actrice de cinéma préférée pour Julia Roberts
- People's Choice Awards : film comique préféré

### Nominations1991
- BAFTA Awards :
  - Meilleur film pour Garry Marshall, Arnon Milchan et Steven Reuther
  - Meilleure actrice pour Julia Roberts
  - Meilleur scénario original pour Jonathan Frederick Lawton
  - Meilleurs costumes pour Marilyn Vance
- César : meilleur film étranger pour Garry Marshall
- David di Donatello Awards : meilleure actrice étrangère pour Julia Roberts
- Golden Globes :
  - Meilleur film musical ou comédie
  - Meilleur acteur dans un film musical ou une comédie pour Richard Gere
  - Meilleur acteur dans un second rôle pour Héctor Elizondo
- Oscar : meilleure actrice pour Julia Roberts
- Writers Guild of America Awards : meilleur scénario original pour J. F. Lawton

### Sélection
- Festival du cinéma américain de Deauville 1990 : premières - hors compétition pour Garry Marshall

## Éditions en vidéo
En France, le film Pretty Woman est sorti en DVD le 8 février 1999 et il est ressorti en DVD édition spéciale le 3 mai 2002. Par la suite, il sort en Blu-ray le 11 février 2009. Le film est également sorti en VOD le 13 avril 2017.

## Autour du film

### Divers
- La musique pour piano qu'Edward Lewis (Richard Gere) joue dans le hall de l'hôtel, intitulée He Sleeps/Love Theme, a été composée et interprétée par l'acteur lui-même[37],[38]. Elle s'inspire de la chanson Racing in the Street de Bruce Springsteen.
- Dans la scène où Vivian regarde la série télévisée I Love Lucy, Julia Roberts était incapable de rire spontanément. Après de nombreuses tentatives infructueuses, le réalisateur Garry Marshall (hors cadre) finit par lui chatouiller les pieds, la faisant rire aux éclats et captant la scène[20].

### Versions
- Il existe des variantes de montage du film, tant sur cassette VHS que sur DVD.
- La séquence de la bagarre d'Edward avec le proxénète a été coupée au montage.

### Postérité
- Un spectacle sur scène nommé Hollywood's Pretty Woman a été donné du 24 septembre au 3 novembre 1991 au parc Disney-MGM Studios[39].
- En 2017, une comédie musicale sur le film est annoncée à Broadway pour l'automne 2018, après un passage au Chicago Oriental Theatre au printemps 2018. Baptisé Pretty Woman, The Musical, le spectacle est conçu avec l'aide de Garry Marshall, le réalisateur du film, et la direction musicale est assurée par Bryan Adams, avec dans les rôles principaux Samantha Barks et Steve Kazee[28]. Le spectacle est mal accueilli par la presse étasunienne mais est adapté dans plusieurs pays, notamment au Royaume-Uni, en Allemagne, en Italie, en Argentine ou encore au Japon.